# Goran Pichler
Goran Pichler (Zagreb, 24. veljače 1946.), hrvatski fizičar.

## Životopis
Redoviti je član Hrvatske akademije znanosti i umjetnosti.